# Landtagswahl in Niederösterreich 1969
- SPÖ: 26
- ÖVP: 30

Die Landtagswahl in Niederösterreich 1969 fand am 19. Oktober, gemeinsam mit der Landtagswahl in Vorarlberg, statt. Die SPÖ konnte als Wahlsieger ein Mandat von der ÖVP erobern. Trotzdem erreichte die ÖVP mit 30 der 56 Mandate die absolute Mehrheit im Landtag.

## Antretende Parteien
Zur Wahl traten in Niederösterreich sechs Parteien an:
- Österreichische Volkspartei (ÖVP)
- Sozialistische Partei Österreichs (SPÖ)
- Freiheitliche Partei Österreichs (FPÖ)
- Kommunistische Partei Österreichs (KPÖ)
- Demokratische Fortschrittliche Partei (DFP)
- Nationaldemokratische Partei (NDP)

## Amtliches Endergebnis
|                    | Ergebnisse 1969  | Ergebnisse 1969  | Ergebnisse 1969  | Ergebnisse 1964  | Ergebnisse 1964  | Ergebnisse 1964  | Differenzen | Differenzen | Differenzen |
| ------------------ | ---------------- | ---------------- | ---------------- | ---------------- | ---------------- | ---------------- | ----------- | ----------- | ----------- |
| Stimmen            | %                | Mand.            | Stimmen          | %                | Mand.            | Stimmen          | %           | Mand.       |             |
| Wahlberechtigte    | 952.000          |                  |                  | 934.414          |                  |                  | + 17.586    |             |             |
| Abgegebene Stimmen | 874.565          | 91,87 %          |                  | 864.402          | 92,51 %          |                  | + 10.163    | - 0,64 %    |             |
| ungültige Stimmen  | 10.768           | 1,13 %           |                  | 11.195           | 1,20 %           |                  | - 427       | - 0,07 %    |             |
| gültige Stimmen    | 863.797          | 90,73 %          |                  | 853.207          | 91,31 %          |                  | + 10.590    | - 0,58 %    |             |
| Partei             |                  |                  |                  |                  |                  |                  |             |             |             |
| ÖVP                | 435.138          | 50,38 %          | 30               | 440.834          | 51,67 %          | 31               | - 5.696     | - 1,29 %    | - 1         |
| SPÖ                | 385.174          | 44,59 %          | 26               | 365.187          | 42,80 %          | 25               | + 19.987    | + 1,79 %    | + 1         |
| FPÖ                | 27.798           | 3,22 %           | 0                | 25.536           | 2,99 %           | 0                | + 2.262     | + 0,23 %    | ± 0         |
| KPÖ                | 8.432            | 0,98 %           | 0                | 20.789           | 2,44 %           | 0                | - 12.357    | - 1,46 %    | ± 0         |
| DFP                | 5.202            | 0,60 %           | 0                | nicht kandidiert | nicht kandidiert | nicht kandidiert | + 5.202     | + 0,60 %    | ± 0         |
| NDP                | 2.053            | 0,24 %           | 0                | nicht kandidiert | nicht kandidiert | nicht kandidiert | + 2.053     | + 0,24 %    | ± 0         |
| PBÖ                | nicht kandidiert | nicht kandidiert | nicht kandidiert | 861              | 0,10 %           | 0                | - 861       | - 0,10 %    | ± 0         |
| Gesamt             | 863.797          | 100 %            | 56               |                  |                  |                  |             |             |             |